# عمار موراليداران
عمار موراليداران سباح هندي من مواليد 8 أغسطس 1984 حصل 6 ألقاب وطنية الوطنية فاز بميدالية فضية في أول دورة الألعاب الآسيوية الأفريقية التي عقدت في حيدر أباد الهند في عام 2003 و 3 ميداليات ذهبية في ألعاب جنوب آسيا التي عقدت في إسلام آباد باكستان.